# Neoitamus dolichurus
Neoitamus dolichurus är en tvåvingeart som beskrevs av Becker 1925. Neoitamus dolichurus ingår i släktet Neoitamus och familjen rovflugor.
Artens utbredningsområde är Taiwan. Inga underarter finns listade i Catalogue of Life.